# 琴崎八幡宮
琴崎八幡宮（ことざきはちまんぐう）は、山口県宇部市にある神社。旧社格は県社で、現在は神社本庁の別表神社。宇部市の総鎮守として崇敬を受ける。
八幡神（品陀和気命・気長足比女命・足仲津比古命）を主祭神とし、宗像三女神（多紀理比女命・多紀津比女命・市杵島比女命）を配祀する。

## 歴史
社伝によれば、貞観元年（859年）、行教が宇佐から石清水へ八幡神を勧請する途中で宇部郷琴芝の浦に行宮が設けられ、その跡地に村人が八幡神の分霊を祀ったのが当社の起源であるという。天授3年（1377年）、神託により現在地の琴崎に遷座した。歴代領主の厚東氏・大内氏・毛利氏らの崇敬を受けた。
1873年（明治6年）に郷社に列し、1938年（昭和13年）に県社に昇格した。1966年（昭和41年）7月、神社本庁の別表神社に加列された。

## 交通アクセス
車
- 山陽自動車道宇部IC下車、約3分。
- 山口宇部空港から約15分。
- JR新山口駅から約20分。